# Carsten Podlesch
Carsten Podlesch (* 6. September 1969 in Berlin) ist ein ehemaliger deutscher Radrennfahrer. Er ist „ewiger Weltmeister“ im Steherrennen.

## Sportliche Laufbahn
Seine Laufbahn begann Carsten Podlesch als Querfeldeinfahrer bei den Zehlendorfer Eichhörnchen. Im Alter von 19 Jahren stieg er auf das Steherrad um. In den 21 Jahren seiner Rennfahrerkarriere errang er zwei Weltmeistertitel, drei Europameisterschaften, zwölf Deutsche Meisterschaften und neben anderen allein zehn Steher-Siege beim Sechstagerennen in Berlin. Fünfmal siegte er beim traditionell am 2. Weihnachtstag in der Dortmunder Westfalenhalle ausgetragenen „Weltpokal der Steher“. Das Goldene Rad von Erfurt gewann er 2005. 1992, 1995, 2001 und 2003 gewann er den Großen Preis der Stadt Leipzig im Steherrennen. Von 2001 bis 2004 fuhr Podlesch für das Team Wiesenhof.
Seinen zweiten Weltmeistertitel gewann Podlesch 1994 und ist damit ewiger Titelträger, da seitdem keine Steher-Weltmeisterschaften mehr ausgetragen wurden.
Auch Podleschs Vater Rainer wurde zweimal Weltmeister der Amateur-Steher, sein Onkel Karsten Podlesch ist als Schrittmacher aktiv. Bei der einzigen Meisterschaft, die beide zusammen bestritten, wurde das Gespann Carsten Podlesch/Karsten Podlesch im Jahr 2000 in Chemnitz Europameister der Steher.

## Berufliches
Carsten Podlesch beendete seine Karriere beim 97. Berliner Sechstagerennen am 29. Januar 2008 und war anschließend als Diplom-Fitnessökonom tätig.

## Erfolge
1991
- Amateur-Weltmeisterschaft – Steherrennen (hinter Dieter Durst)

1992
- Amateur-Weltmeister – Steherrennen (hinter Dieter Durst)

1993
- Amateur-Weltmeisterschaft – Steherrennen (hinter Dieter Durst)
- Deutscher Meister – Steherrennen

1994
- Weltmeister – Steherrennen (hinter Dieter Durst)
- Deutscher Meister – Steherrennen

1995
- Europameisterschaft – Steherrennen
- Deutscher Meister – Steherrennen

1996
- Europameisterschaft – Steherrennen

1997
- Europameisterschaft – Steherrennen

1998
- Deutscher Meister – Steherrennen

2000
- Europameister – Steherrennen  (hinter Karsten Podlesch)
- Deutscher Meister – Steherrennen

2001
- Europameister – Steherrennen
- Deutscher Meister – Steherrennen

2002
- Deutscher Meister – Steherrennen

2005
- Deutscher Meister – Steherrennen

2006
- Europameisterschaft – Steherrennen
- Deutscher Meister – Steherrennen

## Teams
- 1996 Die Continentale-Olympia
- 1997–1998 Agro-Adler Brandenburg
- 1999 Team Greese
- 2002–2004 Team Wiesenhof